# Hubert Võ
Hubert Võ (Võ Việt) (sinh ngày 30 tháng 5 năm 1956) là một thành viên của Hạ viện Texas từ huyện thứ 149. Ông là người đầu tiên và duy nhất người Mỹ gốc Việt được bầu vào cơ quan lập pháp Texas.

## Sự nghiệp
Ông tái đắc cử dân biểu Hạ viện Texas năm 2010.
Cuối năm 2014, ông tái tranh cử và tiếp tục đắc cử dân biểu Nghị viện tiểu bang Texas.

## Đời tư
Võ sinh ra ở miền Nam Việt Nam và di cư sang Mỹ cùng gia đình rời khỏi Việt Nam.
Ông tốt nghiệp năm 1983 của Đại học Houston với bằng Cử nhân Khoa học lĩnh vực Cơ khí.
Ông đã kết hôn và có ba người con.